# Tatsuya Arai
Tatsuya Arai (新井 辰也 Arai Tatsuya?), född 14 januari 1988 i Tokyo prefektur, är en japansk fotbollsspelare.
Arai började sin karriär 2010 i Nagoya Grampus. 2012 flyttade han till FC Gifu. Han spelade 32 ligamatcher för klubben. Han avslutade karriären 2014.